# 温特里登
温特里登是德国巴伐利亚州的一个市镇。总面积9.80平方公里，总人口893人，其中男性461人，女性432人（2011年12月31日），人口密度91人/平方公里。